# Liste der Bodendenkmäler in Uffing am Staffelsee
Auf dieser Seite sind die Bodendenkmäler in der oberbayerischen Gemeinde Uffing am Staffelsee zusammengestellt. Diese Tabelle ist eine Teilliste der Liste der Bodendenkmäler in Bayern. Grundlage ist die Bayerische Denkmalliste, die auf Basis des Bayerischen Denkmalschutzgesetzes vom 1. Oktober 1973 erstmals erstellt wurde und seither durch das Bayerische Landesamt für Denkmalpflege geführt wird. Die folgenden Angaben ersetzen nicht die rechtsverbindliche Auskunft der Denkmalschutzbehörde.

## Bodendenkmäler der Gemeinde Uffing am Staffelsee

### Bodendenkmäler in der Gemarkung Schöffau
| Lage                | Objekt | Akten-Nr.     | Bild |
| ------------------- | --- | ------------- | ---- |
| Schöffau (Standort) | Abgegangener Edelsitz und Hofwüstung des späten Mittelalters und der frühen Neuzeit (Tafertshofen).                                                                              | D-1-8232-0067 |      |
| Schöffau (Standort) | Untertägige mittelalterliche und frühneuzeitliche Befunde im Bereich der Katholischen Filialkirche St. Anna in Schöffau und ihres Vorgängerbaus. Siehe auch: St. Anna (Schöffau) | D-1-8232-0071 |      |
| Schöffau (Standort) | Abgegangene Hofgruppe der frühen Neuzeit (Unkundenwald). | D-1-8332-0042 |      |

### Bodendenkmäler in der Gemarkung Uffing a.Staffelsee
| Lage                           | Objekt | Akten-Nr.     | Bild |
| ------------------------------ | --- | ------------- | ---- |
| Uffing a.Staffelsee (Standort) | Burgstall oder Mühlenwüstung des Mittelalters und der frühen Neuzeit. | D-1-8232-0002 |      |
| Uffing a.Staffelsee (Standort) | Verebnete Grabhügel mit Bestattungen der Bronzezeit. | D-1-8232-0003 |      |
| Uffing a.Staffelsee (Standort) | Grabhügel vorgeschichtlicher Zeitstellung. | D-1-8232-0004 |      |
| Uffing a.Staffelsee (Standort) | Verebnete Grabhügel vorgeschichtlicher Zeitstellung. | D-1-8232-0005 |      |
| Uffing a.Staffelsee (Standort) | Grabhügel mit Bestattungen der Bronzezeit. | D-1-8232-0006 |      |
| Uffing a.Staffelsee (Standort) | Untertägige mittelalterliche und frühneuzeitliche Befunde im Bereich der Katholischen Pfarrkirche St. Agatha von Uffing und ihrer Vorgängerbauten. Siehe auch: St. Agatha (Uffing am Staffelsee) | D-1-8232-0007 |      |
| Uffing a.Staffelsee (Standort) | Verebnete Grabhügel vorgeschichtlicher Zeitstellung. | D-1-8232-0010 |      |
| Uffing a.Staffelsee (Standort) | Verebnete Grabhügel vorgeschichtlicher Zeitstellung. | D-1-8232-0011 |      |
| Uffing a.Staffelsee (Standort) | Trichtergruben vor- und frühgeschichtlicher Zeitstellung. | D-1-8232-0052 |      |
| Uffing a.Staffelsee (Standort) | Verebnete Grabhügel vorgeschichtlicher Zeitstellung. | D-1-8232-0054 |      |
| Uffing a.Staffelsee (Standort) | Abgegangene Kirche des Mittelalters und der frühen Neuzeit (St. Gregor). | D-1-8232-0079 |      |
| Uffing a.Staffelsee (Standort) | Grabhügel mit Bestattungen der Hallstattzeit. | D-1-8233-0031 |      |
| Uffing a.Staffelsee (Standort) | Verebnete Grabhügel mit Bestattungen der Hallstattzeit. | D-1-8233-0032 |      |
| Uffing a.Staffelsee (Standort) | Verebnete Grabhügel mit Bestattungen der Hallstattzeit. | D-1-8233-0033 |      |
| Uffing a.Staffelsee (Standort) | Verebnete Grabhügel mit Bestattungen der späten Bronzezeit. | D-1-8233-0034 |      |
| Uffing a.Staffelsee (Standort) | Verebnete Grabhügel vorgeschichtlicher Zeitstellung. | D-1-8332-0015 |      |